# Rudolf af Burgund
Rudolf af Burgund, også kaldet Raoul, (død 936), var hertug af Burgund fra 921 til 923 og  konge af Det Vestfrankiske Rige, en forgænger for nutidens Frankrig, fra 923 til 936. 
Rudolf  til hørte slægten Bosoniderne (eller Buviniderne), og han var hertug af Burgund. Rudolf deltog i oprøret mod kong Karl den Enfoldige i 922. Året efter fik Karl den tredjes modstandere valgt Rudolf til fransk konge. Han blev kronet i Soissons. 
I 924 angreb vikingerne Frankrig (bl.a. ved Loire). I første omgang gjorde kong Rudolf ikke noget. I 926 fik han dem væk ved at betale Danegæld. Rudolf var den sidste franske konge, der betalte tribut  til vikingerne. Dette skete i 926. 

## Eksterne links
- Wikimedia Commons har flere filer relateret til Rudolf af Burgund

1. ↑  Navnet er anført på nynorsk og stammer fra Wikidata hvor navnet endnu ikke findes på dansk.